# Nadja Klinger
Nadja Klinger (geboren 1965 in Berlin) ist eine deutsche Journalistin und Buchautorin.

## Leben und Wirken
Nadja Klinger wuchs in Schulzendorf bei Berlin auf. Aufgrund ihrer sportlichen Begabung und besonderen Leistungen im Volleyball besuchte sie eine Kinder- und Jugendsportschule (KJS) in Berlin, wo sie auch ihr Abitur ablegte. Im Anschluss daran absolvierte sie ab 1985 an der Sektion Journalistik an der Karl-Marx-Universität Leipzig ein Studium, das sie 1989 abschloss.
Nach einer Festanstellung als Redakteurin und Reporterin bei der Tageszeitung Junge Welt arbeitet Klinger seit 1994 als freiberufliche Journalistin und Autorin. Ihre Porträts, Reportagen und Kolumnen veröffentlichen Tageszeitungen und Magazine wie Der Tagesspiegel, tageszeitung, GEO und Das Magazin. Darüber hinaus schreibt sie Erzählungen und Geschichten sowie Sachbücher, in denen sie sich brisanten sozialen und aktuellen gesellschaftspolitischen Themen widmet.
Klinger ist Mutter von zwei erwachsenen Töchtern. Sie lebt in Berlin.

## Preise und Auszeichnungen
Für ihre journalistische Arbeit wurde Nadja Klinger mehrfach ausgezeichnet bzw. mit Stipendien geehrt. 1995 erhielt sie den Journalistenpreis der IG Medien, 1999 ein New York Stipendium beim Kranichsteiner Literaturpreis. Im Rahmen der Poetik der Grenze, ein Projekt der Kulturhauptstadt Graz 2003, erhielt sie ein zweimonatiges Stipendium.
Von der Bundesarbeitsgemeinschaft der Freien Wohlfahrtspflege (BAGFW)  wurde ihr der Sozialpreis 2006 im Bereich Print verliehen.
Einfach abgehängt. Ein wahrer Bericht über die neue Armut in Deutschland wurde als Das Politische Buch des Jahres 2007 von der Friedrich-Ebert-Stiftung ausgezeichnet.
Für journalistischen Mut, Sorgfalt und Beharrlichkeit, sich über einen längeren Zeitraum einem gesellschaftlichen Thema zu widmen und dies engagiert in die Öffentlichkeit zu tragen, wurde sie 2011 für den Tagesspiegel-Beitrag Wahre Armut in Deutschland mit dem Preis Der lange Atem des Journalistenverbandes Berlin-Brandenburg geehrt.

## Werke
- Ich ziehe einen Kreis. Geschichten. Alexander Fest, Berlin 1997, ISBN 3-8286-0013-1, Rezension in GDR Bulletin[4]
- Dieses Jahr in Jerusalem in: Michael Brumlik (Hrsg.): Mein Israel. 22 erbetene Interventionen. Fischer Taschenbuch, 1998, ISBN 978-3-596-13938-5
- Volleyball in: Markus Jaroschka, Dzevad Karahasan (Hrsg.): Poetik der Grenze. Über die Grenzen sprechen – Literarische Brücken für Europa. Steirische Verlagsgesellschaft, Graz 2003, ISBN 978-3-85489-084-3
- Der Osten in mir. In: Rainer Eppelmann, Markus Meckel, Robert Grünbaum (Hrsg.): Das ganze Deutschland. Reportagen zur Einheit. Aufbau Taschenbuch, Berlin 2005, ISBN 978-3-7466-7050-8.
- Nadja Klinger, Jens König: Einfach abgehängt. Ein wahrer Bericht über die neue Armut in Deutschland. Rowohlt Verlag, Berlin 2006, ISBN 978-3-87134-552-4
- Über die Alpen. Eine Reise. Rowohlt Verlag, Berlin 2010, ISBN 978-3-87134-654-5
- High Fossility. Der Sound des Lebens. Rowohlt Verlag, Berlin 2014, ISBN 978-3-87134-756-6
- Inga Bing-von Häfen, Nadja Klinger: Du bist und bleibst im Regen. Heimerziehung in der Diakonie in den 50er bis 70er Jahren in Oberschwaben. Wichern-Verlag, Berlin 2014, ISBN 978-3-88981-364-0